# SCJP
Sun Certified Java Programmer é um certificado internacional oferecido pela Sun Microsystems para candidatos interessados em comprovar a proeficiência nos fundamentos de programação Java.

Com aquisição da SUN pela Oracle essa certificação mudou de nome para OCJP "Oracle Certified Java Programmer" contudo seu conteúdo permanece o mesmo.

## Exame
Para agendar um exame, o candidato deve entrar em contato com a Sun Education solicitando um voucher para o que realizar o agendamento do exame pelo site da Pearson Vue.
O exame é aplicado em centros autorizados pela Prometric e tem duração de 180 min. Para obter a certificação, o candidato tem de responder a 60 questões, tendo de acertar num mínimo de 58.33% (35 questões). O candidato não pode levar celular, pager, palmtop, smartphone ou qualquer equipamento eletrônico ou objetos como anotações, livros, cadernos, blocos de notas que o possa ser usado como meio de consulta. O candidato recebe uma prancheta e um pincel atômico para fazer anotações ou resolução de questões.

## Objetivo
O objetivo do exame é testar o conhecimento do candidato na tecnologia Java na seguintes seções:
- Seção 1: Declaração, Inicialização e escopo de variáveis;
- Seção 2: Controle de fluxo;
- Seção 3: API Java;
- Seção 4: Concorrência;
- Seção 5: Conceitos de Orientação a Objetos;
- Seção 6: Coleções/Generics (Generics foi incluído no exame CX-310-055)
- Seção 7: Fundamentos